# Danny Perea
Silvia Daniela Gutiérrez Perea (Ciudad de México, 1 de abril de 1986), conocida como Danny Perea, es una actriz mexicana. Es conocida por interpretar al personaje de Alejandra López Pérez, en la serie Vecinos (2005).

## Biografía y carrera

### Primeros años
Silvia Daniela Gutiérrez Perea nació el 1 de abril de 1986 en Ciudad de México. Tiene un hermano menor llamado Manuel Alejandro Gutiérrez Perea, que se desempeña como actor con el nombre artístico de Álex Perea.

### Incursión artística y vida personal
En 2009, apareció en el video musical para la canción Las luces de esta ciudad, de la banda División Minúscula.
En mayo de 2024, compartió que desde hace un tiempo se convirtió en madre de un niño llamado Silvio Matías.

## Filmografía

### Cine
| Año  | Título                              | Papel                       |
| ---- | ----------------------------------- | --------------------------- |
| 2004 | Smee (cortometraje)                 | Chica                       |
| 2004 | Temporada de patos                  | Rita                        |
| 2007 | Hasta el viento tiene miedo         | Josefina Clavados Fernández |
| 2009 | The Kid Chamaco                     | Silvana Torres              |
| 2011 | Al Acecho del Leopardo              | Mayte                       |
| 2011 | Por ahora de la hora (cortometraje) | Norma                       |
| 2012 | Viaje de generación                 | Paula                       |
| 2015 | Emergencias (cortometraje)          | Paula                       |
| 2017 | La del 3° A                         | Victoria                    |
| 2018 | Inquilinos                          | Luzma                       |
| 2019 | Dromo negro                         | Carolina                    |

### Televisión
| Año           | Título                         | Papel                        |
| ------------- | ------------------------------ | ---------------------------- |
| 2003          | XHDRBZ                         | Kika Paredes                 |
| 2005          | Mujer, casos de la vida real   | Lucha                        |
| 2005-presente | Vecinos                        | Alejandra López Pérez        |
| 2007          | El Pantera                     | Azucena                      |
| 2008-2009     | Terminales                     | Raquel Valenzuela            |
| 2009          | Ellas son la alegria del hogar | Maribel Fernández            |
| 2010-2011     | Para volver a amar             | Jennifer Salgar Pereyra      |
| 2010          | Bienes Raíces                  | Laura                        |
| 2010-2011     | Soy tu fan                     | enamorada bióloga de Nico    |
| 2012          | Como dice el dicho             | 2 episodios: Aurora / Silvia |
| 2012-2013     | La clínica                     | Dulce de Krauss              |
| 2013          | Niñas mal 2                    | Paloma Zuluaga               |
| 2013          | Cásate conmigo, mi amor        | Paloma del Río               |
| 2015          | El Dandy                       | Dra. Itzel Marín / Noemi     |
| 2016          | Perseguidos                    | Paloma Gaitan                |
| 2017          | Falsos falsificados            | Angélica Venegas             |
| 2018          | Rosario tijeras                | Agente. Pamela Pulido        |
| 2020          | Te doy la vida                 | Georgina "Gina" López        |
| 2023          | Senda prohibida                | Clementina                   |
| 2025          | Riquísimos, por cierto         | Alejandra López Pérez        |

## Premios

### Premios Mayahuel
| Año  | Categoría    | Película           | Resultado |
| ---- | ------------ | ------------------ | --------- |
| 2004 | Mejor actriz | Temporada de patos | Ganadora  |

### Premios Ariel
| Año  | Categoría    | Película           | Resultado |
| ---- | ------------ | ------------------ | --------- |
| 2005 | Mejor actriz | Temporada de patos | Ganadora  |

### MTV Movie Awards México
| Año  | Categoría       | Película           | Resultado |
| ---- | --------------- | ------------------ | --------- |
| 2005 | Actriz favorita | Temporada de patos | Ganadora  |